# السانق
سانق بلدية بدائرة قصر البخاري ولاية المدية الجزائرية.

## تاريخ

### تاريخ قديم

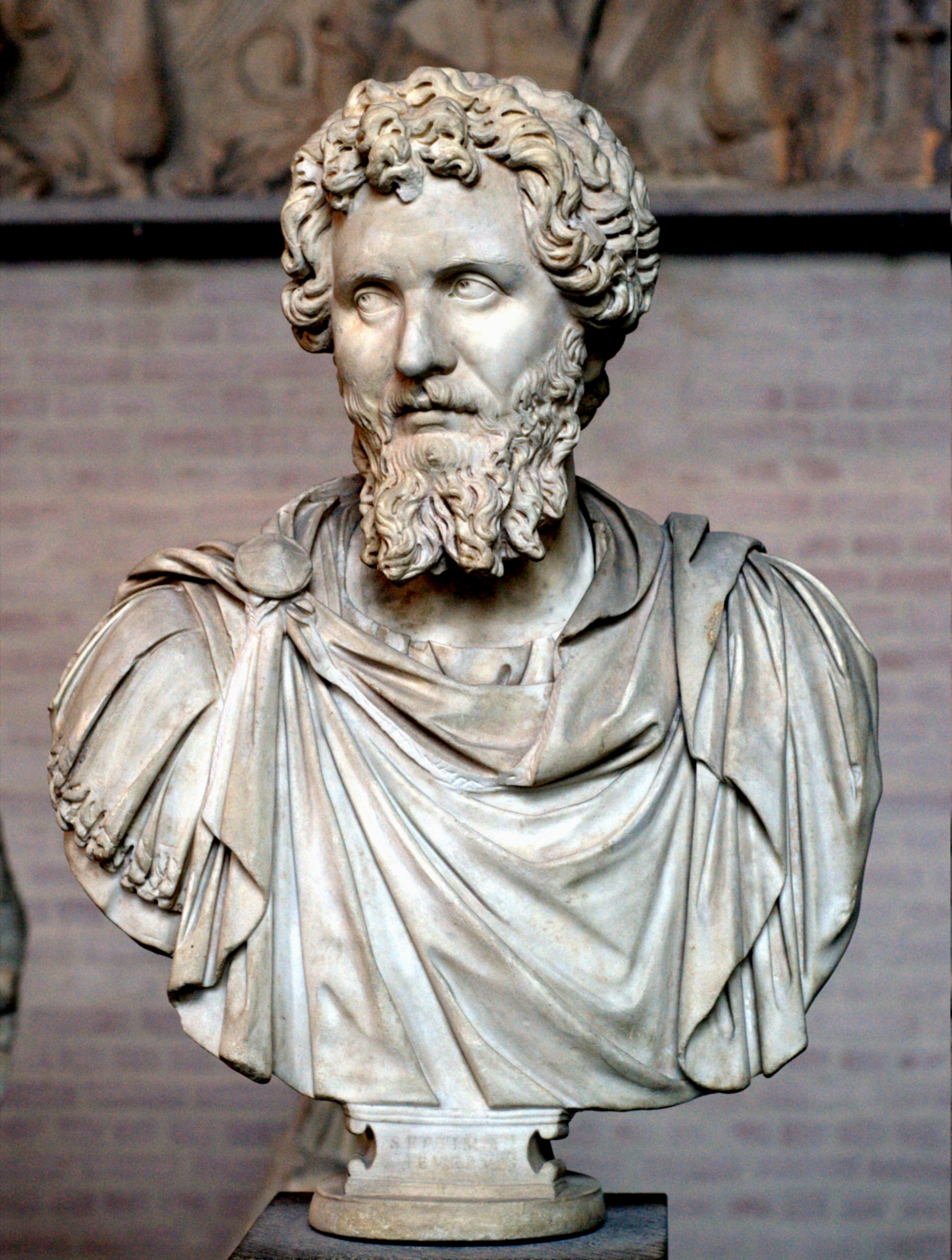
سيبتيموس سيفيروس

تأسست أوزينازا على يد سيبتيموس سيفيروس عام 205 م في وسط غرب نوميديا. تحتوي المدينة على آثار فيلا رومانية يعود تاريخها إلى الملك المؤسس لها، والتي حملت الاسم البربري اللاتيني أوسيناديس.
شكل سياج الموقع مستطيل غير منتظم طوله 300 متر وعرضه 200 متر. يتكون من جدار بإطار من الحجارة غير المقطوعة بسمك مترين. وتوجد على نفس الآثار بعض الأعمدة وشظايا فخارية وتابوت حجري، بالقرب من النهر الصغير حيث كانت توجد الجدران المدمرة.

خريطة المدينة في العهد الروماني